# Corpul Civil de Conservare
Corpul Civil de Conservare (CCC) a fost, în SUA, în perioada 1933 - 1942, un program de ajutorare a muncii (pentru șomeri), cu un ordin executiv la 5 aprilie 1933, care a oferit locuri de muncă pentru milioane de tineri în proiecte de mediu în timpul Marii Crize Economice. Considerat de mulți drept unul dintre cele mai de succes dintre programele New Deal ale lui Roosevelt, CCC a plantat peste trei miliarde de copaci și a construit poteci și adăposturi în peste 800 de parcuri la nivel național în timpul celor nouă ani de existență. CCC a contribuit la modelarea sistemelor moderne de parcuri naționale și de stat de care se bucură SUA astăzi.